# Belánszky József
Bélai  és  felsőliszkói Belánszky  József (Kiszucaújhely, 1769. június 20. – Besztercebánya, 1843. január 4.) római katolikus pap, kanonok, 1823-tól haláláig besztercebányai püspök.

## Élete
Tanult  Budán,   Pesten, teológiát   Pécsett   és   Vácon.   1792-ben   szentelték pappá, ezt követően négy  évig  káplánkodott.  1796-tól   papnöveldei  alkormányzó  és  a Biblikum,  majd  pedig  az  egyházjog és  történelem tanára volt.  Később gyorsan  emelkedett: 1801-ben papnevelő-intézeti kormányzó, 1802-ben székesegyházi  kanonok,  1808-ban  báthmonostori  címzetes  apát,  1820-ban – mint  váci  őrkanonok –  nyitrai  nagyprépost.  1823.  március 4-én nevezték ki besztercebányai  megyés  püspöknek. 20 éves kormányzás után 1843-ban hunyt el 73 éves korában. A  váci  káptalan  kezelésére  bízta  10.5000  forintot  kitevő  családi  alapítványát. 

## Művei
A barsszentkereszti püspöki könyvtárban őrzik kéziratban maradt váci előadásait:  
- Praelectiones, quas Vacii super Scripta S.  habuit
- Institutiones  H istóriáé  Ecclesiasticae